# Barbara Jones
Barbara (Pearl) Jones (Chicago, 26 maart 1937) is een Amerikaans atlete.

## Biografie
Tijdens de Olympische Zomerspelen 1952 werd zij op de 4x100 meter olympisch kampioen in een wereldrecord, Jones werd met haar 15 jaar en 123 dagen de jongste olympisch kampioen in de atletiek. Tot en met 2021 is deze prestatie nog niet overtroffen.
Acht jaar later werd Jones wederom olympisch kampioen op 4x100 meter.

## Titels
- Olympisch kampioen 4 x 100 m - 1952, 1960

## Persoonlijke records
| Onderdeel | Prestatie | Jaar |
| --------- | --------- | ---- |
| 100 m     | 11,5 s    | 1955 |

## Palmares

### 100 m
- 1960: HF OS - 11,7 s

### 4 x 100 m
- 1952:  OS - 45,9 s WR
- 1960:  OS - 44,5 s

## Privé
Jones studeerde Physical Education aan de Tennessee State University.
- World Athletics: 14430566

1928: Rosenfeld, Smith, Bell, Cook ·
1932: Carew, Furtsch, Rogers, Von Bremen ·
1936: Bland, Rogers, Robinson, Stephens ·
1948: Stad-de Jong, Witziers-Timmer, van der Kade-Koudijs, Blankers-Koen ·
1952: Faggs, Jones, Moreau, Hardy ·
1956: Strickland, Croker, Mellor, Cuthbert ·
1960: Hudson, Williams, Jones, Rudolph ·
1964: Ciepły, Kirszenstein, Górecka, Kłobukowska ·
1968: Ferrell, Bailes, Netter, Tyus ·
1972: Krause, Mickler-Becker, Richter, Rosendahl ·
1976: Oelsner, Stecher, Bodendorf, Eckert ·
1980: Müller, Wöckel, Auerswald, Göhr ·
1984: Brown, Bolden, Cheeseborough, Ashford ·
1988: Brown, Echols, Griffith-Joyner, Ashford ·
1992: Ashford, Jones, Guidry, Torrence ·
1996: Devers, Miller, Gaines, Torrence ·
2000: Fynes, Sturrup, Davis, Ferguson ·
2004: Lawrence, Simpson, Bailey, Campbell ·
2008: Borlée, Mariën, Ouédraogo, Gevaert ·
2012: Madison, Felix, Knight, Jeter ·
2016: Madison, Felix, Gardner, Bowie ·
2020: Williams, Thompson-Herah, Fraser-Pryce, Jackson ·
2024: Jefferson, Terry, Thomas, Richardson